# Campbell Peak
Der Campbell Peak ist ein 2515 m hoher Berg auf der Insel Heard, die zum australischen Außengebiet der Heard und McDonaldinseln gehört. Er ragt 1,9 km nordöstlich des Mawson Peak auf.
Eine Gruppe der Australian National Antarctic Research Expeditions nahm 1948 eine Vermessung vor. Sie benannte den Gipfel nach Stuart Alexander Caird Campbell (1903–1988) von der Royal Australian Air Force, der 1929 bei der British Australian and New Zealand Antarctic Research Expedition (1929–1931) unter der Leitung des australischen Polarforschers Douglas Mawson auf der Insel Heard landete und dies im Dezember 1947 im Rahmen der Australian National Antarctic Research Expeditions zur Errichtung einer Forschungsstation wiederholte.